# 第12屆坎城影展
第12屆坎城影展於1959年4月30日至5月15日在法國坎城節慶宮舉行。 金棕櫚獎由馬西·卡繆執導的《黑人奧爾菲》獲得。 開幕片由法蘭索瓦·杜魯福執導的《四百擊》，而閉幕片由喬治·史蒂文斯執導的《安妮日記》。
1959年，作為坎城影展的商業夥伴，成立了電影市場，旨在幫助滿足電影行業專業人士的需求。 在今年之前，該市場是在坎城的昂蒂布大道（Rue d'Antibes）的電影院非正式舉行。 這一年坎城影展的另一個重要發展是，法國電影從工業部轉移到文化事務部。

## 主競賽評審
以下人士被選為長片和短片的評審：
長片
- 馬塞爾·阿沙爾（英语：Marcel Achard）：劇作家（評審團主席）
- 安東尼·波捷維奇（英语：Antoni Bohdziewicz）：編劇
- 麥可·卡柯揚尼斯（英语：Michael Cacoyannis）：導演
- 卡洛斯·費爾南德斯-昆卡（西班牙语：Carlos Fernández-Cuenca）：記者
- 皮埃爾·丹尼諾斯（英语：Pierre Daninos）：作家
- 朱利安·迪維維耶（英语：Julien Duvivier）：導演
- 馬克斯·法瓦萊利（法语：Max Favalelli）：演員
- 金·凱利：演員
- 卡洛·蓬蒂：製片人
- 米雪琳娜・普蕾絲莉（英语：Micheline Presle）：演員
- 謝爾蓋·德米特里耶維奇·瓦西里耶夫：導演

短片
- 菲利普·阿戈斯蒂尼（英语：Philippe Agostini）：攝影師
- 安東寧·馬丁·布魯西爾（捷克語：Antonín Martin Brousil）：教師
- 寶拉·塔拉斯基維（芬蘭語：Paula Talaskivi）：記者
- 吉恩·維維耶（Jean Vivie）：CST（法语：Commission supérieure technique de l'image et du son）成員
- 維拉·沃爾曼（Véra Volmane）：記者

## 正式競賽長片
以下電影參與角逐金棕櫚獎：
| 中文片名             | 原文片名                          | 導演                                      | 製作國           |
| -------------------- | --------------------------------- | ----------------------------------------- | ---------------- |
| 《四百擊》           | Les Quatre Cents Coups            | 法蘭索瓦·杜魯福                           | 法國             |
| 《阿拉亞》           | Araya                             | 瑪格·貝納塞拉夫                           | 委內瑞拉、 法國  |
| 《英雄們》           | Helden                            | 弗朗茨·彼得·威茨                          | 西德             |
| 《黑人奧爾菲》       | Camus Orfeu Negro                 | 馬西·卡繆                                 | 法國             |
| 《血色黃昏》         | Ματωμένο ηλιοβασίλεμμα            | 安德烈亞斯·拉布里諾斯（Andreas Labrinos） | 希腊             |
| 《打獵》             | Jakten                            | 艾瑞克·拉申                               | 挪威             |
| 《朱門孽種》         | Compulsion                        | 理查德·弗萊徹                             | 美国             |
| 《軍事法庭》         | Kriegsgericht                     | 寇特・梅塞                                | 西德             |
| 《慾望》             | Touha                             | 沃依采克·雅斯尼                           | 捷克斯洛伐克     |
| 《安妮日記》         | The Diary of Anne Frank           | 喬治·史蒂文斯                             | 美国             |
| 《甜安娜》           | Édes Anna                         | 佐爾坦·法布里                             | 匈牙利           |
| 《伊娃》             | Die Halbzarte                     | 羅爾夫·提艾利                             | 奥地利           |
| 《大張旗鼓》         | Fanfare                           | 伯特·漢斯特拉                             | 荷蘭             |
| 《廣島之戀》         | Hiroshima Mon Amour               | 亞倫·雷奈                                 | 法國             |
| 《譚雅的家》         | Отчий дом                         | 列夫·庫利扎諾夫                           | 苏联             |
| 《蜜月之愛》         | Honeymoon                         | 麥可·鮑爾                                 | 美国             |
| 《拉吉萬蒂》         | लाजवंती                              | 納倫德拉·蘇里                             | 印度             |
| 《白髮紅顏未了情》   | Middle of the Night               | 德爾伯特·曼                               | 美国             |
| 《仲夏夜之夢》       | Sen noci svatojanske              | 伊里·特恩卡                               | 捷克斯洛伐克     |
| 《四月小姐》         | Fröken April                      | 戈蘭·根特勒                               | 瑞典             |
| 《納扎林》           | Nazarín                           | 路易斯·布努埃尔                           | 墨西哥           |
| 《坡旅甲》           | Policarpo, ufficiale di scrittura | 馬里奧·索爾達蒂                           | 義大利           |
| 《葡萄牙狂想曲》     | Rapsódia Portuguesa               | 若昂·曼德斯                               | 葡萄牙           |
| 《金屋淚》           | Room at the Top                   | 傑克·克萊頓                               | 英国             |
| 《白鷺》             | 白鷺                              | 衣笠貞之助                                | 日本             |
| 《潘喬別墅的士兵》   | La Cucaracha                      | 伊斯梅爾·羅德里格斯                       | 墨西哥           |
| 《星星》             | Sterne                            | 康拉德·沃爾夫                             | 东德、 保加利亚  |
| 《扎夫拉》           | Zafra                             | 盧卡斯·德馬爾                             | 阿根廷           |
| 《蕩婦與聖女》       | 《蕩婦與聖女》                    | 田琛                                      | 中華民國（台灣） |
| 《沒有時刻表的火車》 | Vlak bez voznog reda              | 韋利科·布拉吉奇                           | 南斯拉夫         |

## 正式競賽短片
以下電影參與角逐短片金棕櫚獎:
| 中文片名                         | 原文片名                                  | 導演                                                                 | 製作國       |
| -------------------------------- | ----------------------------------------- | -------------------------------------------------------------------- | ------------ |
| 《可以聽到貪得無厭的聲音》       | A Telhetetlen mehecske                    | 久洛·邁克斯卡西                                                      | 匈牙利       |
| 《電影攝影機或電影史前史》       | Cinématographier ou Préhistoire du cinema | 埃米爾·德格林                                                        | 比利时       |
| 《禁止鬥牛》                     | Corrida interdite                         | 丹尼斯·科隆·德·道南                                                  | 法國         |
| 《邊境的孩子》                   | Deca sa granice                           | 普里沙·喬喬維奇                                                      | 南斯拉夫     |
| 《一座城市慶祝它的生日》         | Eine Stadt feiert Geburtstag              | 斐迪南·希特爾（Ferdinand Khittl）                                    | 西德         |
| 《西班牙 1.800》                 | Espana 1.800                              | 赫蘇斯·斐迪南·桑托斯                                                 | 西班牙       |
| 《速度熱情》                     | Fartsfeber                                | 芬恩·卡爾斯比（Finn Carlsby）                                        | 挪威         |
| 《一條金魚的故事》               | Histoire d'un poisson rouge               | 愛德蒙·西尚                                                          | 法國         |
| 《火焰山》                       | 《火焰山》                                | 靳夕                                                                 | 中国         |
| 《海與天》                       | La mer et les jours                       | 艾倫·卡明克 雷蒙德·沃格爾                                            | 法國         |
| 《布宜諾斯艾利斯的第一個基金會》 | La primera fundacion de Buenos Aires      | 費爾南多·比利                                                        | 阿根廷       |
| 《南海的小漁夫》                 | Le petit pecheur de la Mer de Chine       | 塞爾日·哈尼恩                                                        | 南越、 法國  |
| 《朱利葉斯勳爵》                 | Le Seigneur Julius                        | 哈立德·阿卜杜勒-瓦哈卜                                               | 突尼西亞     |
| 《直接沿著氣道》                 | Ligeud ad luftvejen                       | 賀寧·卡爾森                                                          | 丹麦         |
| 《我在這兒看不到蝴蝶》           | Motyli zde neziji                         | 米羅·伯納特（Miro Bernat）                                           | 捷克斯洛伐克 |
| 《意外的會議》                   | Необжкновенные встречи                    | 阿爾查·奧瓦內索娃（Archa Ovanessova）                                | 苏联         |
| 《紐約，紐約》                   | N.Y., N.Y.                                | 法蘭西斯·湯普森                                                      | 美国         |
| 《美國國家》                     | Paese d'America                           | 居安·路易基·波利多洛                                                 | 義大利       |
| 《索佐波爾的漁民》               | Рибарите на Созопол                       | 尼古拉·博羅維什基（Nikolay Borovishki）                              | 保加利亚     |
| 《看見巴基斯坦》                 | See Pakistan                              | W·J·莫伊蘭（W.J. Moylan）                                            | 巴基斯坦     |
| 《無意義中的意義》               | Sinn im Sinnlosen                         | 伯恩哈德·馮·佩特納-利希滕費爾斯（Bernhard Von Peithner-Lichtenfels） | 奥地利       |
| 《泰姬瑪哈陵》                   | Taj Mahal                                 | 穆希爾·艾哈邁德沙（Mushir Ahmed）                                    | 印度         |
| 《十個人在一條船上》             | Ten Men in a Boat                         | 悉尼·雷特（Sydney Latter）                                           |              |
| 《有四隻眼睛的狐狸》             | The Fox Has Four Eyes                     | 傑米·烏亞斯                                                          | 南非         |
| 《生石族》                       | The Living Stone                          | 約翰·費尼                                                            | 加拿大       |
| 《燭光中的插曲》                 | Tussenspel bij kaarslicht                 | 查爾斯·胡格諾·范德林登                                               | 荷蘭         |
| 《換崗》                         | Zmiana warty                              | 維洛茲米爾茲·霍普                                                    | 波蘭         |

## 獎項

### 正式競賽獎項
以下電影和演員獲得了1959年的獎項：
長片
- 金棕櫚獎：《黑人奧爾菲（英语：Black Orpheus）》－馬西·卡繆（英语：Marcel Camus）
- 評審團獎：《星星（英语：Stars (film)）》－康拉德·沃爾夫（英语：Konrad Wolf）
- 最佳導演獎：法蘭索瓦·杜魯福－《四百擊》
- 最佳女演员奖：茜蒙·仙諾－《金屋淚（英语：Room at the Top (1959 film)）》
- 最佳男演員獎：狄恩·史達威爾，布拉德福德·迪爾曼（英语：Bradford Dillman）和奧森·威爾斯
- 最佳喜劇獎：《坡旅甲（英语：Policarpo (film)）》－馬里奧·索爾達蒂（英语：Mario Soldati）
- 國際獎：《納扎林（英语：Nazarín）》－路易斯·布努埃尔
- 特別提名：《白鷺（英语：The Snowy Heron）》－衣笠貞之助
- 捷克斯洛伐克最佳選擇獎：
  - 《慾望（英语：Desire (1958 film)）》－沃依采克·雅斯尼
  - 《仲夏夜之夢（英语：A Midsummer Night's Dream (1959 film)）》－伊里·特恩卡（英语：Jiří Trnka）

短片
- 短片金棕櫚獎：《蝴蝶不在这里生活》(捷克語：Motýli tady nežijí)－米罗·伯纳特
- 評審團特別獎：《一條金魚的故事（法语：Histoire d'un poisson rouge）》－愛德蒙·西尚（英语：Edmond Séchan）
- 特別提名 - 短片：《南海的小漁夫（法语：Le petit pecheur de la Mer de Chine）》－塞爾日·哈尼恩（法语：Serge Hanin）
- 致敬獎 - 短片：《海與天》－艾倫·卡明克（法语：André Kaminker）和雷蒙德·沃格爾（法语：Raymond Vogel）

### 獨立競賽獎項
費比西獎：
- - 《廣島之戀》－亞倫·雷奈
  - 《阿拉亞（英语：Araya (film)）》－瑪格·貝納塞拉夫（英语：Margot Benacerraf）

高等技術委員會（Commission Supérieure Technique）
- 瓦肯獎（英语：Vulcan Award）：《蜜月之愛（英语：Honeymoon (1959 film)）》－麥可·鮑爾

OCIC獎
- 《四百擊》－法蘭索瓦·杜魯福

## 其他媒體
- Institut National de l'Audiovisuel: Opening of the 1959 festival （页面存档备份，存于）
- INA: Arrival of the celebrities in Cannes （页面存档备份，存于） (法文)
- INA: List of winners of the 1959 Festival （页面存档备份，存于） (法文)

## 外部連結
- 1959 Cannes Film Festival (web.archive)
- Official website Retrospective 1959 的存檔，存档日期2019-09-02.
- Cannes Film Festival Awards for 1959 （页面存档备份，存于） at Internet Movie Database